# گرگ آلمن
گرگوری لِنوا آلمن (انگلیسی: Gregory LeNoir Allman; زاده ۸ دسامبر ۱۹۴۷ – درگذشته ۲۷ مهٔ ۲۰۱۷) موسیقی‌دان، ترانه‌سرا و خوانندهٔ اهل ایالات متحده آمریکا و از اعضای گروه راکِ آلمن برادرز بند بود که از گروه‌های پیشگام سبک راک جنوبی به‌شمار می‌رود.
 او علاوه بر کسب چندین جایزهٔ گرمی، به خاطر صدای متمایزش در جایگاه هفتادم از فهرست «صد خوانندهٔ برتر تمام دوران‌ها» ی مجلهٔ رولینگ استون قرار گرفته‌است.
نام گرگ آلمن به تالار مشاهیر راک اند رول و تالار مشاهیر جورجیا راه یافته‌است. از فیلم‌هایی که در آن نقش داشته می‌توان به راش اشاره کرد.
آلمن زندگی‌نامه‌اش را با عنوان My Cross to Bear در ۲۰۱۲ میلادی منتشر کرد.